# Fryderyk Leyk
Fryderyk Leyk lub Lejk (ur. 17 sierpnia 1885 w Szczytnie, zm. 31 grudnia 1968 tamże) ps. Mirosław Różyński, Grom – mazurski działacz ludowy, publicysta, poeta.

## Życiorys
Pochodził z rodziny od wieków związanej z Mazurami, łączonej z pramazowieckim osadnictwem na tych terenach sięgającym X i XI w.. Wychowywał się w polskich tradycjach gromadkarskich, jego ojciec Bogumił Leyk był postacią bardzo popularną, znanym kaznodzieją gromadkarskim i działaczem mazurskim. Również rodzina matki, Karoliny z Różyńskich, posiadała chlubne tradycje polskie, angażując się m.in. w walkę o polskość Mazurów już w pierwszej połowie XIX w., między innymi w okresie Wiosny Ludów. Rodzice pieczołowicie pielęgnowali te tradycje, zaszczepiając je Fryderykowi oraz jego młodszemu bratu Emilowi, dzięki czemu w młodości opanowali oni język polski w mowie i piśmie. Fryderyk Leyk uczył się w szkole ludowej w Lemanach, w której zabraniano uczniom mówić po polsku, a następnie w trzyklasowej szkole seminaryjnej w Szczytnie. Później terminował w drukarni K. Jaenike w Szczytnie. Następnie ojciec namówił go do edukacji w kierunku nauczycielskim. Po ukończeniu szkoły przygotowawczej, tzw. preparandii, w Piszu uczył się w Seminarium Nauczycielskim w Szczytnie. Po skończeniu 2. klasy naukę przerwał i odbył służbę wojskową w Olsztynie. Następnie wyjechał do Drezna, gdzie uczył się drukarstwa i księgarstwa. Po krótkim pobycie w okolicach Królewca osiedlił się początkowo w Szczytnie, gdzie objął zakupioną przez jego ojca księgarnię. Potem przeniósł się do Ełku, gdzie również prowadził księgarnię, która wkrótce stała się ośrodkiem działalności oświatowej wśród Mazurów. Podczas I wojny światowej został zmobilizowany do armii niemieckiej, znalazł się w koszarach giżyckich, następnie na froncie w okolicach Olecka i później na froncie w okolicach rzeki Berezyny. Posiadając odpowiednie wykształcenie, właściwe kwalifikacje wojskowe oraz doświadczenie zdobyte na froncie miał być awansowany na oficera, jednak dowództwo odmówiło tego awansu, uzasadniając to „niepewnym nastawieniem politycznym” kandydata. Z armii został zwolniony w lipcu 1916. Po powrocie do Szczytna w latach 1916-1918 za swoją działalność oświatową i narodową był kilkakrotnie aresztowany.
Od początku 1919 był jednym z pierwszych polskich agitatorów na Mazurach. Prześladowany przez władze niemieckie w sierpniu 1919, uchodząc przed grożącym aresztowaniem udał się na terytorium polskie. Tam wszedł w skład Mazurskiego Komitetu Plebiscytowego i Zrzeszenia Plebiscytowego Ewangelików Polaków. Rozwinął wówczas szeroką kampanię propagandową na rzecz przyłączenia Mazur do Polski, uczestniczył wówczas w wiecach publicznych w Warszawie, Lwowie, Toruniu, Krakowie. Założył 19 listopada 1919 i został prezesem Mazurskiego Związku Ludowego (MZL). Po przejęciu kontroli nad obszarem plebiscytowym przez Komisję Międzysojuszniczą i uchyleniu nakazu aresztowania powrócił w lutym 1920 na Mazury. Przystąpił wówczas do rozbudowy organizacji MZL, budując wówczas jego struktury powiatowe. Podstawą Związku stały się od kwietnia 1920 wcześniej już działające Rady Ludowe na Mazurach. Był także współorganizatorem reaktywowanego Mazurskiego Banku Ludowego wspierającego finansowo MZL oraz założycielem i redaktorem „Masurische Volkszeitung”, organu MZL. Bardzo aktywnie uczestniczył w polskiej akcji propagandowej na Mazurach, ogłaszając liczne broszury, a także organizując wiece. Znany z okresu plebiscytu działacz strony niemieckiej Max Worgitzki, pisał: moim największym przeciwnikiem pamiętnej kampanii plebiscytowej był Fryderyk Leyk. Podczas jednego z wieców mającego miejsce w Lecu (Giżycku), 21 kwietnia 1919 został dotkliwie pobity przez bojówkarzy niemieckich. Jak sam wspominał: o bezpieczeństwo troszczyła się Straż Bezpieczeństwa, niby międzynarodowa, w rzeczywistości jednak składająca się z wyborowego wojska niemieckiego. Jasne, że ta straż na wszystkie gwałty niemieckie wobec naszej ludności zamykała oczy. Dwa dni później dokonano nieudanego zamachu na jego życie podczas postoju pociągu na stacji w Szczytnie, napastnik został aresztowany przez eskortujących Leyka żołnierzy włoskich, jednak później zdołał zbiec.  
Po przegranym plebiscycie zmuszony został do opuszczenia rodzinnej ziemi, gdzie mógł wracać jedynie potajemnie na krótki okres pod przybranym nazwiskiem. Stracił cały swój majątek. Po wyjeździe z Mazur zamieszkał wraz z rodziną w Toruniu. Był urzędnikiem w zarządzie lasów państwowych. Od 1924 pracował w polskiej dyplomacji. Ministerstwo Spraw Zagranicznych powierzyło mu stanowisko kierownika Wydziału Emigracyjnego Konsulatu Polskiego w Lipsku (1924-1931), następnie w Essen (1931-1933) i Strasburgu (1933-1934). Do jego zadań należała opieka nad polskimi robotnikami rolnymi. W 1928 założył Związek Polskich Robotników Rolnych, którego w latach 1930-1933 był sekretarzem generalnym. Za swą działalność ciężko pobity przez bojówki hitlerowskie. Po narażeniu się ministrowi Józefowi Beckowi w lutym 1934 został odwołany do kraju. Mieszkał w Poznaniu, gdzie pracował w Ubezpieczalni Społecznej (1934-1939). W tym czasie zamieszczał w prasie polskiej liczne artykuły i memoriały, przekazane również na ręce ówczesnego premiera Walerego Sławka, występując w obronie ludności mazurskiej w pow. działdowskim.
Podczas II wojny światowej poszukiwany przez Niemców ukrywał się pod nazwiskiem Mirosława Różyńskiego na terenie Generalnej Guberni, najpierw w Warszawie a następnie od 1941 w Siedlcach. Należał wówczas do tajnej organizacji podziemnej Polski Związek Wolności (PZW), której struktury od 1942 podporządkowane były Armii Krajowej. Kierował w niej m.in. komórką «Akcja Mazurska» oraz doprowadził do zaprzysiężenia w niej brata Emila Leyka, ps. Inżynier, powołanego do Wehrmachtu w stopniu kapitana, co dało sposobność polskiemu ruchowi oporu posiadania członka na stanowisku oficerskim w nieprzyjacielskiej armii. Pod pseudonimem „Grom” pisał artykuły do organu PZW "Radło". Po wyzwoleniu Siedlec w 1944 wraz z Jerzym Burskim i Hieronimem Skurpskim opracował memoriał do wojsk sojuszniczych w kwestii wyrozumiałego traktowania ludności mazurskiej w Prusach Wschodnich i Nadrenii i przedstawił go w Lublinie Polskiemu Komitetowi Wyzwolenia Narodowego.
W sierpniu 1945 powrócił na Mazury, gdzie zamieszkał w Szczytnie, uczestnicząc w zorganizowaniu polskiej administracji na tym terenie. Tu ponownie spotkało go rozczarowanie. Sytuacja, w jakiej znalazła się ludność mazurska, daleka była od tej, jakiej pragnął. Podjął przeto walkę z różnego rodzaju nadużyciami. Szczególnie mocno przeciwstawiał się grabieży i dyskryminacji Mazurów. W swoich wspomnieniach napisał wprost wraz z wojskiem sowieckim dotarło na nasz teren inne nieszczęście i to nadchodzące z przygranicznych powiatów Polski Centralnej. Polacy z powiatów kurpiowskich: Chorzele, Maków, Przasnysz itd. Szaleli wprost na naszym terenie. Wypędzali Mazurów z przekleństwami, groźbami, kijami i siekierami z ich dobrych gospodarstw i sami się w nich osadzali. Był referentem w Starostwie Powiatowym w Szczytnie (1945), a potem pełnomocnikiem wojewódzkim Ubezpieczalni Społecznej w Olsztynie. W latach 1947–1949 był dyrektorem Banku Ludowego w Szczytnie, a następnie jako księgowy w Polskich Zakładach Zbożowych w Szczytnie (195-1954). W 1954 jako element niepewny politycznie został zwolniony. Po 1945 był aktywny politycznie. Początkowo działacz Stronnictwa Ludowego (SL), gdzie był członkiem i prezesem Zarządu Wojewódzkiego (1945). Następnie przeszedł do Polskiego Stronnictwa Ludowego (PSL), gdzie został prezesem Zarządu Wojewódzkiego i wszedł w skład Rady Naczelnej PSL (1946). We wrześniu 1946 wystąpił z PSL i powrócił do SL. Z szeregu tego Stronnictwa został usunięty w 1949. Radny Wojewódzkiej Rady Narodowej (1945) a w latach 1946-1948 radny Powiatowej Rady Narodowej w Szczytnie. Ponadto pełnił funkcję przewodniczącego powiatowego Komitetu Narodowościowego dla obrony interesów ludności rodzimej. W 1956 został zrehabilitowany na wniosek Zjednoczonego Stronnictwa Ludowego, był potem  honorowym prezesem ZSL na powiat szczycieński.
Od lat swej młodości pisał wiersze i był poetą. W 1956 został członkiem Oddziału Olsztyńskiego Związku Literatów Polskich.
Pochowany na cmentarzu komunalnym przy ulicy Mazurskiej w Szczytnie. Pozostawił po sobie wspomnienia w postaci książki: Pamięć notuje i utrwala. Wspomnienia. Warszawa 1969.

## Odznaczenia
Odznaczony Krzyżem Komandorskim Orderu Odrodzenia Polski (1956), Złotą Odznaką Honorową Zasłużonym dla Warmii i Mazur oraz medalem Za Zwycięstwo i Wolność (1957).  

## Upamiętnienia
Jego imieniem zostały nazwane ulice w Olsztynie, Szczytnie i Warchałach, ku jego czci nazwana została również miejscowość Lejkowo.   

## Ważniejsze dzieła
- Zu Polen, (Do Polski), Olsztyn 1919,
- Masurens Volk polnisch oder deutsch? (Mazurzy, lud polski czy niemiecki?), Olsztyn 1920,
- Autonomie für Masurm (Autonomia dla Mazurów), Olsztyn 1920,
- Um Masuren, (Sprawa Mazurska), Olsztyn 1920,
- Masuren germanisch?, (Mazurzy Germanami?), Olsztyn 1920,
- Rozprawy z Niemcami, Olsztyn 1920,
- Zrzeszenie gromadzkie wśród Mazurów zamieszkałych nu Mazowszu Pruskidz Nadrenii i Westfalii, „Przegląd Ewangelicki” 1937 nr 8-12.
- Pamięć notuje i utrwala. Wspomnienia. Ludowa Spółdzielnia Wydawnicza. Warszawa, 1969.

## Rodzina
Żonaty dwukrotnie, 1) z Elżbietą z domu Koenitz, mieli synów Maksymiliana i Fryderyka oraz córkę Gertrudę, 2) z Joanną z Szarkowskich, mieli córkę Lidię. Jego bratankiem jest Wiktor Marek Leyk.

## Literatura
- Zygmunt Lietz, Leyk (Lejk) Fryderyk Mirosław (1885-1968), Polski Słownik Biograficzny, Wrocław-Warszawa-Kraków-Gdańsk 1972, t. 17, s. 261-262
- Ewangelicy w Polsce: słownik biograficzny XVI–XX wieku, red. Jan Szturc, Bielsko-Biała 1998
- Leyk Fryderyk Mirosław, [w:] Słownik biograficzny działaczy ruchu ludowego, [makieta], Warszawa 1989, s. 233
- Tadeusz Oracki, Słownik biograficzny Warmii, Mazur i Powiśla XIX i XX wieku (do 1945 roku),  Warszawa 1983 ISBN 83-211-0411-8
- Emilia Sukertowa-Biedrawina, Bohdan Wilamowski, Fryderyk Mirosław Leyk - trybun ludu mazurskiego, „Komunikaty Mazursko-Warmińskie” nr 1, 1969, s. 3-18 Bazhum - wersja elektroniczna
- Agnieszka Wróblewska, Zgoda na wyjazd, Warszawa 1989
- Robert Klimowicz: Ełk karty z dziejów miasta i okolic. Gryfix, 2009. ISBN 978-83-927693-1-6. Brak numerów stron w książce